# Elaphria perigiana
Elaphria perigiana là một loài bướm đêm trong họ Noctuidae.